# Landbach
Le Landbach (en francique ruisseau de Langatte) est un ruisseau qui prend sa source à Langatte à l'étang du Stock ; il irrigue les communes de Langatte, Haut-Clocher, Dolving et Gosselming, communes situées dans l’arrondissement de Sarrebourg (département de la Moselle) ; par ailleurs, ce ruisseau draine également les bassins versants des communes de Kerprich-aux-Bois, Diane-Capelle, Rhodes, Fribourg et Languimberg…
Le terme « Landbach » signifie en francique (ancienne langue germanique) « ruisseau de Langatte ».
Le Landbach était très sinueux à l'origine, et provoquait de très nombreuses crues notamment dans les vallons de Langatte et Haut-Clocher.
Après la Seconde Guerre mondiale, au cours des années 1950, et pour mettre fin aux crues répétitives et menaçantes, de grands travaux d’alignement et de curage du lit du ruisseau furent entrepris sur les territoires des communes de Langatte et Haut-Clocher.
À la suite de ces travaux, la situation s’est considérablement améliorée ; les crues sont moins fréquentes et beaucoup moins intenses.
Ces mêmes travaux, avaient au début, restitué un ruisseau droit comme un canal et dénué de la moindre végétation, à l’époque, ce qui avait provoqué des propos humoristiques de la part des anciens, du type « le canal de Suez de Langatte… »
Le Landbach est un affluent de la Sarre ; le confluent entre le Landbach et la Sarre est situé sur le territoire de la commune de Gosselming.
En 2011, dans le cadre des travaux de construction du second tronçon de la ligne LGV Est européenne, la construction d'un viaduc est lancée au-dessus de la vallée du Landbach sur le territoire de la commune de Dolving. L'architecte de ce viaduc du Landbach, d'une longueur de 500 m, est Fabrice Neel (société Architecture Neel).